# Interaktion
Interaktion (von lateinisch inter ‚zwischen‘ und actio ‚Tätigkeit‘, ‚Handlung‘) bezeichnet das wechselseitige aufeinander Einwirken von Akteuren oder Systemen und ist eng verknüpft mit den übergeordneten Begriffen Kommunikation, Handeln und Arbeit.

## Soziologie, Psychologie und Pädagogik
Der Begriff ist primär in Soziologie, Psychologie und Pädagogik geläufig und bezeichnet „aufeinander bezogenes Handeln zweier oder mehrerer Personen“ oder die „Wechselbeziehung zwischen Handlungspartnern“ (→ soziale Interaktion).
In einer Interaktion wie in einer Verhandlung muss man davon ausgehen, dass diese auch die Personen der Verhandlungspartner offenbart. Für komplexe Sachverhalte wie Lehren, Erziehen usw. gilt das umso mehr.
Der symbolische Interaktionismus ist eine soziologische Theorie, die sich mit der Interaktion zwischen Personen beschäftigt. Sie basiert auf dem Grundgedanken, dass die Bedeutung von sozialen Objekten, Situationen und Beziehungen im symbolisch vermittelten Prozess der Interaktion/Kommunikation hervorgebracht wird – bestehend aus
- Selbstdarstellung
- Verhandeln und
- Interpretation des Gegenübers.

In der Systemtheorie von Niklas Luhmann wird unter Interaktion Kommunikation unter Anwesenden verstanden (etwa im Gegensatz zur schriftlichen Kommunikation) (→ Interaktionssystem).
Im weiten Verständnis der Sozialpsychologie bezeichnet Interaktion wechselseitiges und aufeinander bezogenes Handeln von Akteuren. Im engen Verständnis bezeichnet Interaktion in der Soziologie die Kommunikation unter Anwesenden (Face-to-Face-Kommunikation). Ruth Cohn entwickelte das System der themenzentrierten Interaktion, das Interaktionsprozesse in Gruppen verstehen und gestalten hilft. In der Psychologie hat Alfred Lorenzer (1922–2002) die Übertragung als Interaktionsform dargestellt. Vgl. Verstehende Psychologie.
Die Bedeutung der Interaktion für die Pädagogik liegt vor allem in der sozialisierenden Funktion der Interaktion. Indem der Mensch in sozialen Situationen handelt, entwickelt er sich zum Mitglied sozialer Gruppen (Handlungskompetenz); durch Handeln (Interaktion) gelangt er individuell zu den Fähigkeiten:
- Rollendistanz
- Einfühlung (Empathie, Role-taking)
- Ambiguitätstoleranz
- Identitätsdarstellung.

Das hat wiederum Konsequenzen für seine Stellung in sozialen Gefügen. Ohne Aktivitäten (Interaktion, Kommunikation) lässt sich eine Sozialisierung (Sozialisation) nicht denken. Die vornehmste Aufgabe der Eltern/Pädagogen ist es, Kindern diese Interaktionen zu ermöglichen (Eröffnung von Handlungsräumen) – unabhängig von der pädagogischen Orientierung der Bezugspersonen (→ Erziehungsstil). Mangelnde Interaktion wird (gelegentlich) als problematisch im Sinne von Unterlassung bezeichnet; zu viele Handlungen der Erziehenden gelten dagegen als dirigistisch, dominierend, lenkend und einengend. Kriminelle Handlungen sind z. B. Kindesmisshandlung, sexueller Missbrauch, unangemessen auch hartes (exzessives) Strafen.
In Erziehungsprozessen lassen sich mindestens zwei bedeutsame Kategorien sozialer Interaktion unterscheiden: die Interaktion zwischen Kind und Erziehendem sowie die Interaktionen zwischen Gleichaltrigen. Beide haben ihre spezifische Bedeutung bei der Sozialisation des Individuums bzw. bei der psychosozialen Entwicklung. Gleichzeitig heißt Interagieren: Erwerb von Kenntnissen und die Aneignung sozial relevanter Kompetenzen, die in der (sozialen) Interaktion wiederum eine bestimmte Bedeutung oder Wirkung haben bzw. eine wichtige Rolle spielen.

### Weitere Sozialwissenschaften
Im Bereich des Business Consulting hat Fred Kofmann als deren Komponenten die Kommunikation, die Verhandlung und die Koordination unterschieden.
Juristische Autoren, die von Interaktion sprechen, verwenden den Begriff regelmäßig in einer seiner sozialwissenschaftlichen Bedeutungen. Beispiel: Das Zusammenwirken aller Beteiligten in einem Gerichtsprozess wird als Interaktion bezeichnet.
In der Linguistik bezeichnet Interaktion die Beeinflussungen des Sprachverhaltens bei zweisprachig aufwachsenden Kindern.

## Informatik
In der Informatik ist der Begriff der Interaktion mit dem Begriff der Kommunikation verwandt. In der kommunikationswissenschaftlichen Auseinandersetzung mit dem Interaktionsbegriff wird Interaktion dabei sowohl als Teilmenge von Kommunikation als auch in umgekehrter Beziehung Kommunikation als Teilmenge von Interaktion verwendet.
Kommunizierende Systeme verarbeiten Informationen und tauschen diese im Rahmen von Interaktionen aus. Dabei können die Interaktionen von Systemen daher wie folgt klassifiziert werden:
1. Informationsfluss, in der Ausprägung unidirektional versus bidirektional;
2. Informationsverarbeitung mit den drei Unterdimensionen Zustand, Determinismus und Synchronität mit den jeweiligen Ausprägungen zustandsbehaftet versus zustandslos, deterministisch versus nichtdeterministisch und synchron versus asynchron.

Anders als das Interaktionskonzept der Soziologie beschreibt Interaktion in der Informatik einseitige Handlungen zwischen Mensch und Computer. Der Begriff der Interaktion wird als Oberbegriff für rückkopplungsarme Aktivitäten verwendet und bezeichnet einseitige Kommunikationsprozesse, da der Computer nicht als Übertragungsmedium, sondern als Partner der Kommunikation verstanden wird.
Die einseitige Handlung des Nutzers lässt sich in Interpretation, Selektion und Modifikation unterteilen. Interpretation bezieht sich auf einseitig kognitive Vorgänge der Nutzer-System-Interaktion. Die Interaktion ist in diesem Fall ein innerer Dialog, bei dem die Umweltveränderungen vom Rezipienten subjektiv interpretiert werden. Die Begriffe Selektion und Modifikation werden in der Mensch-Computer-Interaktion sehr häufig verwendet. Während sich Selektion dabei in erster Linie auf die Auswahl vorhandener Alternativen bezieht, handelt es sich bei Modifikation etwa um die aktive Veränderung medialer Angebote.
Eine etwas andere Bedeutung hat der Begriff in Bezug auf die Mensch-Computer-Interaktion, also der Gestaltung der Benutzerschnittstelle zu Programmen und Hardware: Ergonomische Software bedeutet, dass dem Interaktionsdesign in Bezug auf Orientierung, Navigation, Maskengestaltung, System-Reaktionen, Meldungen usw. hohe Aufmerksamkeit gewidmet wurde. Es gibt eine Norm (EN ISO 9241), die im Kapitel Gestaltung von Benutzerschnittstellen Näheres regelt.
Im Bereich der Gestaltungsdisziplinen geht es um die Planung, Entwicklung und Gestaltung interaktiver Benutzerschnittstellen. Benutzerschnittstellen findet man im Bereich von Hardware und Software.

## Statistik
In der Statistik findet eine Interaktion statt, wenn zwei (oder mehr) Größen (unabhängige Variablen; Prädiktoren) eine dritte Größe (abhängige Variable; Kriterium) voraussagen bzw. beeinflussen. Dieser Einfluss (Interaktionseffekt) tritt nur dann auf, wenn diese beiden unabhängigen Variablen gemeinsam vorkommen, da die Wirkung der einen unabhängigen Variable von der Ausprägung der anderen abhängt. Die Mittelwerte der Variablen sind in diesen Fällen nicht addierbar.

## Improvisation (Musik)
Indem ein Musiker improvisiert, beeinflusst er das Handeln seiner Mitspieler und wird seinerseits wiederum durch die musikalischen Äußerungen seiner Mitmusiker beeinflusst. Dadurch entsteht ein Zusammenwirken der Akteure. Bei einer unvorbereiteten Ad-hoc-Begegnung kann ein besonderer Reiz gerade in der Spontaneität und Wendigkeit erfahrener Improvisationsmusiker liegen, die zu musikalisch sinnvollen Interaktionen führen kann, auch ohne dass zuvor ein bestimmter (z. B. stilistischer) Bezugsrahmen vereinbart wurde. Doch schon bei der zweiten gemeinsamen Improvisation einer gleichen Konstellation von Akteuren beginnt durch die bereits gemeinsam gemachten Erfahrungen, die Ausbildung eines selbstreferenziellen Systems, innerhalb dessen die Musiker von nun an interagieren. Im Verlauf eines solchen Gruppenprozesses steigert sich dann allerdings auch zunehmend der kompositorische Anteil im Verhältnis zum improvisatorischen, so dass es sich bald eher um eine Art gegenwärtiger Kollektiv-Komposition handelt. In Musikgruppen, die über einen längeren Zeitraum auf diese Weise zusammenarbeiten, kann in fortlaufenden, sich zunehmend ausdifferenzierenden Trial-and-Error-Prozessen neben einem gemeinsamen musikalischen Vokabular auch ein „stabiles“ Kommunikationsfeld etabliert werden, in dem die Musiker reflektierend und immer wieder ihre Grenzen auslotend interagieren können. Als „stabil“ gestaltet sich ein solches Kommunikationsfeld aber gerade nicht durch Verfestigung einer Form, sondern als „Dauerhaftigkeit des Möglichen“ (Niklas Luhmann), als permanent vorhandene Option zu temporären Formbildungen.

## Interaktion in den Naturwissenschaften

### Biologie
Es geht um einen Funktionsbegriff im Ökosystem und die Wirkung der Organismen aufeinander, auch wechselseitige Beziehungen zwischen Organismen und Stoffen, Prozessen oder zwischen diesen unbelebten Bestandteilen und Wirkungen (→ Bi-Systeme in einem Ökosystem, Kommunikation (Biologie), Allelopathie).

### Physik
In der Physik steht Interaktion für die Fundamentale Wechselwirkung zwischen Elementarteilchen.

### Pharmakologie
In der Pharmakologie steht „Interaktionen“ für Arzneimittelwechselwirkungen (Arzneimittelinteraktionen), bei denen die Wirkung von einem Arzneistoff durch die gleichzeitige Verabreichung von anderen beeinflusst wird.